# Wulung
Wulung is een bestuurslaag in het regentschap Blora van de provincie Midden-Java, Indonesië. Wulung telt 7094 inwoners (volkstelling 2010).